# François Serpent
François Serpent ou fs, pseudonyme de Indrek Mesikepp (né le 17 octobre 1971 à Tartu), est un poète estonien.

## Biographie
François Serpent a vécu à Kallaste, Tartu et Tallinn. Il est diplômé en histoire de l'art de l'Université de Tartu. Il est critique littéraire pour la revue Looming.
Il a publié 4 recueils de poésie. Ses œuvres sont traduites en français, finnois, suédois, russe, polonais, bulgare, tchèque, estonien, gaélique et en anglais.

## Recueils de poèmes
- (ekk) Francois Serpent, Ka Jumal on inimene, Tartu, Eesti Kostabi Seltsi Kaasaegse Kirjanduse Keskus, 1997, 28 p. (ISBN 9789985906927)
- (ekk) Francois Serpent, Valgete kaantega raamat, Tartu, F.Serpent, 2000
- (ekk) fs, fs: 2004: luuletused, Tallinn, Tuum, 2004, 82 p. (ISBN 9789985802724)
- (ekk) fs, Alasti ja elus, Pärnu, Jumalikud Ilmutused, 2008
- (ekk) fs "100% fs", Pärnu, Jumalikud Ilmutused, 2012